# يامشيتا نيموتو
يامشيتا نيموتو (باليابانية: 根本朋久؛ بالكانا: ねもと ともひさ) هو لاعب كرة قاعدة ياباني، ولد في 21 مارس 1986 في موتومايا في اليابان.

## روابط خارجية
- يامشيتا نيموتو على موقع الدوري الياباني لكرة القاعدة (الإنجليزية)